# Carangsari
Carangsari is een bestuurslaag in het regentschap Badung van de provincie Bali, Indonesië. Carangsari telt 4804 inwoners (volkstelling 2010).